# Desamortización
La desamortización es un proceso histórico y económico ocurrido en diversos países durante el siglo XVIII y el siglo XIX como parte de la Revolución liberal. Consistió en la abolición de las normativas que impedían la enajenación, venta o cesión de ciertos terrenos por haber sido condicionada su posesión por alguna regulación previa. Esta condición surgía habitualmente de las denominadas «manos muertas», donaciones o testamentos que ponían como condición para la entrega que el receptor no pudiera a su vez trasladar la propiedad a otra persona o institución. Los principales receptores de tales terrenos eran las órdenes religiosas y la propia Iglesia Católica.
La desamortización surgió ante la percepción de que los Bienes de manos muertas no eran aprovechados correctamente, impedían a otras personas —principalmente campesinos— el acceso a la tierra y daban pie al surgimiento de terrenos baldíos. Ideológicamente, la desamortización fue promovida como una herramienta para transitar de un sistema de Antiguo Régimen a un Estado liberal mediante el cambio en las condiciones del sistema de propiedad.